# 縱置引擎
縱置引擎（英語：Longitudinal engine）是將汽車引擎縱置擺放的設計，普遍應用於前置後驅的車輛上，變速箱近貼於引擎後方，之後連接傳動軸將動力傳至後輪。相對於橫置引擎，其優點是可以減少動力方向轉換，從而提高傳動效率，而且沒有受到車子寬度的限制，只要車頭夠長，便可以配置更多氣缸的引擎。